# 佳能 EF-S 10-22mm 鏡頭
佳能 EF-S 10-22mm 鏡頭是一系列由佳能公司生產的超广角變焦鏡頭，为标有“USM”的镜头，表示含有超声波马达。
- EF-S 10-22mm f/3.5-4.5 USM

焦距等效於35mm相機16-35mm。